# Barra de Medalla

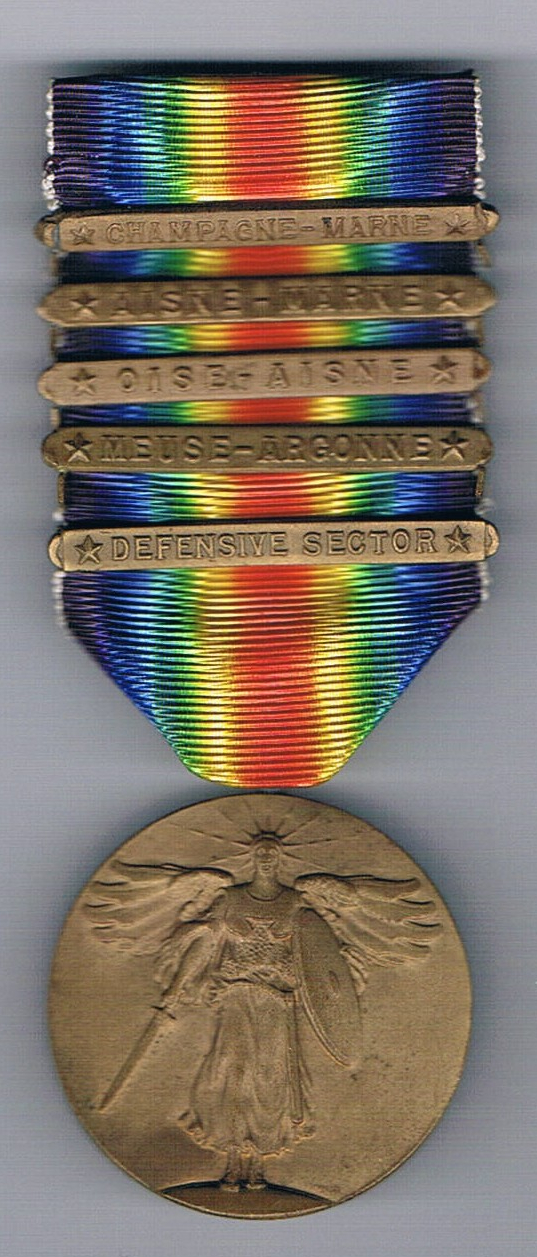
Una Medalla de la Victòria de la Primera Guerra Mundial dels Estats Units amb cinc barres

Una barra de medalla o fermall de medalla és una barra metàl·lica fina que s'uneix a la cinta d'una condecoració militar, civil o d'una altra medalla. Normalment indica la campanya o operació per la qual el destinatari va rebre el premi, i diverses barres a la mateixa medalla s'utilitzen per indicar que el destinatari ha complert els criteris per rebre la medalla en diversos teatres.
Quan s'utilitza juntament amb condecoracions per servei excepcional, com ara medalles de valentia, el terme "i barra" significa que el premi s'ha atorgat diverses vegades. En l'exemple, "Capità de Grup Leonard Cheshire, VC, OM, DSO i dues barres, DFC", "DSO i dues barres" significa que l'Orde del Servei Distingit es va atorgar en tres ocasions. Una convenció britànica és indicar les barres mitjançant l'ús d'asteriscs; per tant, DSO** denotaria un DSO i dues barres.
Les barres també s'utilitzen en medalles de llarga durada per indicar la durada del servei prestat.
Els dos termes s'utilitzen perquè els termes "barra" i "fermall" es refereixen a dues parts de la medalla; l'indicador que es tracta en aquest article i la part de la medalla connectada a la cinta.

## Història
Abans de principis del segle xix, les medalles i condecoracions només es concedien a oficials de rang superior; existien ocasions en què es concedien medalles a soldats (altres rangs o soldats allistats) o mariners (rangs navals), però sovint eren esforços privats. Una excepció va ser la Medalla d'Or de l'Exèrcit atorgada als participants de rang superior a la Guerra del Francès. Es donava una medalla pel servei, amb un fermall per cada batalla lliurada. Després d'obtenir quatre fermalls, la medalla es lliurava per una creu amb els noms de les batalles a les armes, i després s'afegien fermalls addicionals. El màxim el va aconseguir el duc de Wellington, amb una creu i nou fermalls.
Durant els següents 40 anys, es va convertir en costum que els governs atorguessin una medalla a tots els soldats i oficials implicats en una campanya. Aquestes medalles sovint estaven gravades amb els noms de les principals batalles en què el receptor havia lluitat durant la campanya. Els principals desavantatges d'aquest sistema eren que s'havien de crear noves medalles per a cada campanya o guerra, i que era impossible saber a simple vista si el receptor només havia participat en la campanya en general o si havia participat en una o diverses accions importants. (La primera medalla de valentia que es va atorgar a soldats britànics ordinaris va ser la Creu Victòria el 1856.)
La Medalla Sutlej va ser la primera medalla a utilitzar aquestes barres. Es va atorgar als soldats de l'exèrcit britànic i de l'Honorable Companyia de les Índies Orientals que van lluitar a la Primera Guerra Anglo-sikh entre 1845 i 1846. La primera batalla en què va participar el receptor es gravava a la mateixa medalla. Si el receptor havia participat en múltiples combats, s'adjuntaven barres de plata amb el nom de cada batalla addicional a la cinta de la medalla. Aquest mètode de notació va evolucionar de nou a la Medalla del Punjab, on la medalla estàndard es va atorgar a tots els que havien servit durant la campanya, amb barres produïdes per a les tres batalles principals: la Batalla de Chillianwala, el Setge de Multan i la Batalla de Gujarat.
La creació de barres va conduir al desenvolupament de les medalles del "Servei General", que es lliuraven a qualsevol soldat que servia en una regió o període de temps general. Les barres es concedien per denotar la campanya o guerra particular en què havia lluitat el receptor. La Medalla del Servei General de l'Índia de 1854 es va concedir a soldats durant un període de 41 anys. Es van crear vint-i-tres fermalls per a aquest premi, convertint-se en un dels usos més extrems d'aquest sistema. La Medalla del Servei General de la Marina Britànica va ser autoritzada el 1847 amb uns 231 fermalls (dels quals uns 10 mai es van lliurar) per a accions que anaven des d'escaramusses relativament menors fins a certes campanyes i totes les batalles en tota regla entre 1793 i 1840.
La Medalla de Crimea es va atorgar amb barres de batalla ornamentades. Des de llavors, la tendència general ha estat tenir dispositius horitzontals simples.

## Tipus de barra

Il•lustració de les tres versions del Wintered Over Device de la Medalla del Servei Antàrtic dels Estats Units

- Les barres de campanya o barres de batalla s'utilitzen per denotar la campanya, batalla o regió particular en què el destinatari va operar per rebre el premi. Aquest és l'ús més comú de les barres de medalles en les condecoracions militars. Al Regne Unit, les barres de campanya se solen conèixer com a fermalls i, quan es porta només la cinta, de vegades s'indiquen amb rosetes, tot i que això no està autoritzat habitualment. Exemples de les que es van emetre són el fermall "sota el foc enemic" a l'Estrella de 1914 i el fermall de la Batalla d'Anglaterra a l'Estrella de 1939-45. A l'exèrcit dels Estats Units, les estrelles del servei s'utilitzen per indicar la participació en múltiples batalles o campanyes, tot i que la Medalla de la Victòria de la Primera Guerra Mundial tenia un extens sistema de barres. A partir de la Segona Guerra Mundial, la Insígnia de punta de fletxa va ser autoritzada per als desembarcaments d'assalt. També en aquest conflicte, una variació única de l'estrella del servei va ser el dispositiu de l'illa de Wake, una "W" col•locada a les cintes de les Medalles Expedicionàries de la Marina i el Cos de Marines . Aquesta es va emetre per representar la barra de medalles per lluitar a la batalla de l'illa de Wake.
- Les barres d'assoliment s'utilitzen per indicar una gesta particular o addicional associada a la medalla. Per exemple, el dispositiu Wintered Over adjunt a la Medalla del Servei Antàrtic dels Estats Units indica que el receptor va realitzar un període de servei durant l'hivern antàrtic.
- Les barres de servei indiquen la durada del servei que una persona ha prestat a l'organització que atorga el premi. Aquest tipus de barra es troba més habitualment a les medalles per llarg servei per a l'exèrcit i els serveis d'emergència .
- Les barres de premis múltiples mostren el nombre de vegades que s'ha atorgat una condecoració per mèrit o servei distingit. Als Estats Units, els manats de Fulles de Roure (Exèrcit i Força Aèria) i les Estrelles (Armada i Cos de Marines), en lloc de barres, s'emeten per rebre el mateix premi diverses vegades. Al Regne Unit, cada barra s'indica amb una roseta quan es porta sola la cinta (o, en el cas de la Creu Victòria o la Creu de Jordi, amb un model en miniatura addicional de la creu, ja que sempre es porta una d'aquestes a la cinta d'aquestes dues condecoracions).